# Église Saint-Pierre-et-Saint-Paul de Grenade
Pour les articles homonymes, voir Église Saint-Pierre-et-Saint-Paul.
La iglesia de San Pedro y San Pablo (église Saint-Pierre-et-Saint-Paul) est une église catholique de la ville espagnole de Grenade, en Andalousie. Elle est de styles mudéjar et Renaissance, due à l'architecte Juan de Maeda. Elle a été bâtie au XVIe siècle, de 1559 à 1567.
Elle est située via Carrera del Darro, face au palais de Castril, juste sur la rive droite de la rivière Darro et au pied de l'Alhambra. Elle a été édifiée sur une ancienne église abattue en 1559, elle-même construite alors à la place de la mosquée des Bains.

## Description

### Extérieur
Le portail Renaissance, dû à Pedro de Orea en 1589, est un magnifique exemple de Renaissance andalouse de la fin du XVIe siècle.
La façade latérale, tracée par Juan de Maeda, et réalisée par Sebastián de Linaza, a été terminée en 1568 ; elle est couronnée par une statue de l'Immaculée Conception de l'école d'Alonso de Mena.
La tour-clocher permet de contempler une belle perspective appelée Tage de l'Alhambra et des tours de l'Alcazaba.

### Intérieur
L'église a un plan en croix latine.
On peut signaler la présence de l'orgue baroque, placé sur le chœur situé dans l'entrée, et le tabernacle de la chapelle majeure, de Diego de Siloé, réalisé initialement pour la cathédrale de Grenade et déplacé ici en 1614, ainsi que les dix chapelles ,.